# 柯茂盛
柯茂盛（1940年10月—），男，安徽休宁人，中华人民共和国政治人物，曾任中共兰州市委副书记，兰州市人民政府市长，甘肃省人大常委会副主任，第七、八届全国人大代表。